# Oxytropis cinerascens
Oxytropis cinerascens är en ärtväxtart som beskrevs av Aleksandr Andrejevitj Bunge. Oxytropis cinerascens ingår i släktet klovedlar, och familjen ärtväxter. Inga underarter finns listade i Catalogue of Life.